# Símbols de Tequixquiac
Els símbols de Tequixquiac són l'emblema representatiu d'aquest municipi de l'estat de Mèxic.

## Escut

Escut de Tequixquiac.

L'escut de Tequixquiac està constituït pel glif prehispànic estilitzat que presenta el tall transversal d'un apantli, del nàhuatl "estanc", al centre una cristal·lització amorfa representativa de tequixquitl; a la part superior coronada per dues ondulacions que presenten l'atl, que vol dir aigua, ornamentades amb una perla i un cargol.

### Història
Històricament el municipi mancava de símbols propis oficials; durant un programa estatal, l'any de 1986, Tequixquiac adopta un glif o capçalera oficial, en al·lusió al nom náhuatl del municipi, per a ús oficial; el glif prehispànic està representat per un tall d'un canal amb forma d'un tequexquite sense pigments, símbol extret del còdex de tributs.
El 2003, durant el govern del professor José Rafael Pérez Martínez, el glif prehispànic del Còdex Mendocí adopta els pigments de la representació antiga d'aquest còdex, ja que el mateix alcalde va realitzar els estudis pertinents de l'origen prehispànic del símbol municipal i de la capçalera municipal.

### Imatges

Glif de la Matrícula de Tributs; Códice Mendocino, 1520-1530.
Glif d'Ahuítzotl; usat amb un escut municipal.
Estilització del glif prehispànic; Escut Municipal, 2020.

## Bandera
La Bandera de Tequixquiac representa oficialment el municipi des del 2019. Consisteix en un rectangle dividit en tres franges verticals de mesures idèntiques, amb els colors en el següent ordre a partir del pal de la bandera: verd, blanc i blau.

### Història
El 25 de juliol del 2011 va aparèixer la primera bandera del municipi amb motiu de l'aniversari de Santiago Apòstol, el dissenyador va ser Manuel Rodríguez Villegas. Sent la primera bandera de l'estat de Mèxic.
El 29 de novembre del 2016, amb motiu de la celebració de la fundació del municipi de Tequixquiac, es fa oficial l'abanderament del municipi a la plaça principal de la capçalera com a primer municipi de l'estat de Mèxic a tenir una ensenya. El 31 de gener de 2017, el cabildo municipal va avalar al bàndol de policia i bon govern la legislació corresponent a la bandera i els símbols municipals.

### Banderes històriques

Bandera de Tequixquiac (2011-2017)
Bandera Tequixquiac (2017)